# Közszolgálati Közalapítvány
A Közszolgálati Közalapítvány a Duna Médiaszolgáltató tulajdonosa, a Magyar Televízió Közalapítvány, a Magyar Rádió Közalapítvány és a Hungária Televízió Közalapítvány, illetve a Magyar Távirati Iroda Tulajdonosi Tanácsadó Testületének jogutódja.

## Története
A Magyar Rádió, a Magyar Televízió, a Duna Televízió és a Magyar Távirati Iroda zártkörűen működő egyszemélyes részvénytársaságok nonprofit részvénytársaságokká alakultak, majd 2015-ben Duna Médiaszolgáltató néven egyesültek. A 2010 tavaszán megválasztott országgyűlés új médiatörvényt alkotott, továbbá módosította a közszolgálati média szerkezetét. Az észszerűsítés és a költségmegtakarítás értelmében megszűntek a Magyar Televízió, a Magyar Rádió, a Duna Televízió kuratóriumai, illetve az Magyar Távirati Iroda Tulajdonosi Tanácsadó Testülete. Helyüket a Közszolgálati Közalapítvány vette át.

## Közszolgálati kódex
A Közszolgálati Kódex meghatározza a közszolgálatiság és a közmédiumok szerepét, feladatait és kijelöli működésük legfőbb alapelveit. A dokumentum egységesen határoz meg alapelveket és célokat a Magyar Televízió, a Magyar Rádió, a Magyar Távirati Iroda, és a Duna Televízió működésére vonatkozóan. A kódexben megfogalmazott célok megvalósulását a tizennégy tagú Közszolgálati Testület ellenőrzi.

## A Kuratórium
A Kuratórium nem más, mint a közalapítvány nyolctagú kezelő szerve, melynek feladatait, tevékenységének kereteit a Közalapítvány alapító okirata határozza meg. Munkáját a Kuratórium irodája segíti, valamint az irodán keresztül lehetősége van szakértői segítség igénybevételére. Az Országgyűlés által a Kuratóriumba választható tagok felét a kormánypárti, másik felét az ellenzéki képviselőcsoportok jelölik. A kormány-, illetve az ellenzéki oldalhoz tartozó képviselőcsoportok egymás között állapodnak meg az adott oldal által jelölhető személyekről. Elnökét és egy további tagját a Médiatanács delegálja kilenc évre.

### Tagjai
| Név               | Tisztség | Delegáló párt, pártszövetség vagy szervezet | Időszak          |
| ----------------- | -------- | ------------------------------------------- | ---------------- |
| Balogh László     | elnök    | Médiatanács                                 | 2010–            |
| Debreczeni József | tag      | DK                                          | 2019–            |
| Ilosvai Gábor     | tag      | Médiatanács                                 | 2010–            |
| Kránitz László    | tag      | MSZP                                        | 2010–2013, 2019– |
| László Miklós     | tag      | Fidesz–KDNP                                 | 2010–            |
| Sasvári Szilárd   | tag      | Fidesz–KDNP                                 | 2025–            |
| Silhavy Máté      | tag      | Jobbik                                      | 2010–            |
| Tirts Tamás       | tag      | Fidesz–KDNP                                 | 2021–            |

#### Korábban
| Név             | Tisztség | Delegáló párt, pártszövetség vagy szervezet | Időszak   |
| --------------- | -------- | ------------------------------------------- | --------- |
| Bencze Izabella | tag      | Fidesz–KDNP                                 | 2010–2021 |
| Mandur László   | tag      | MSZP                                        | 2013–2019 |
| Németh Vladimir | tag      | LMP                                         | 2010–2019 |
| Varga Szilvia   | tag      | Fidesz–KDNP                                 | 2010–2024 |

## A Közszolgálati Testület
A Közszolgálati Kódex szabályainak érvényesülését a Közszolgálati Testület felügyeli. A testület tizennégy tagú, elnökét soraiból tagjai választják, titkársági feladatait a Közalapítvány irodája látja el. A Közszolgálati Testület a társadalmi felügyeletet biztosítja a közszolgálati médiaszolgáltatók felett.

### Tagjai és az őket delegáló szervezetek
A Nemzeti Média- és Hírközlési Hatóság (NMHH) a médiaszolgáltatásokról és a tömegkommunikációról szóló 2010. évi CLXXXV. törvény (médiatörvény) 1. számú melléklete szerint az alábbi szervezetek külön eljárás nélkül delegálhattak tagot a Közszolgálati Testületbe:
- Magyar Tudományos Akadémia – Dr. Papp Z. Attila
- Magyar Katolikus Püspöki Konferencia – Szikora József
- Magyarországi Református Egyház – Szalai László
- Magyarországi Evangélikus Egyház – Dr. Fábri György
- Magyar Zsidó Hitközségek Szövetsége – Heisler András
- Magyar Olimpiai Bizottság – Kovács István
- Magyar Rektori Konferencia – Morován Júlia
- Magyar Kereskedelmi és Iparkamara – Radetzky Jenő

A Hivatal által nyilvántartásba vett szervezetek közül 2017. március 1-jén megtartott csoportonkénti sorsolás alapján az alábbi szervezetek és delegáltjaik kerültek a Közszolgálati Testületbe:
Magyarország települési önkormányzatainak szövetségei, illetve szervezetei
- Kisvárosi Önkormányzatok Országos Érdekszövetsége – Szitár Szabolcs Imre

Magyarországgal szomszédos államokban bejegyzett, száz főnél nagyobb taglétszámú magyar kulturális szervezetek
- Kolozsvári Magyar Diákszövetség – Zsigmond József

A családok érdekeit védő és képviselő, Magyarországon bejegyzett, az egyesülési törvény hatálya alá tartozó érdekvédelmi szervezetek, amelyek alapszabályából a működési kör országos jellege megállapítható
- Nagycsaládosok Országos Egyesülete – Dr. Kutassy Jenő

A fogyatékkal élő személyek Magyarországon bejegyzett, az egyesülési törvény hatálya alá tartozó érdekvédelmi szervezetei, amelyek alapszabályából a működési kör országos jellege megállapítható
- Vakok és Gyengénlátók Szabolcs-Szatmár-Bereg Megyei Egyesülete – Dr. Nagyné Berke Mónika

Az irodalom, a színház-, a film-, az előadó-, a zene-, a tánc-, a képző- és az iparművészet területén működő, Magyarországon bejegyzett, az egyesülési törvény hatálya alá tartozó szakmai szervezetek, amelyek alapszabályából a működési kör országos jellege megállapítható, és amelyek tagsága elsősorban a felsorolt területeken tevékenységet folytató személyekből vagy szervezetekből áll
- Arany János Alapítvány – Erős Kinga Andrea
- 14. tag (a nemzetiségi országos önkormányzatok delegáltja) jelenleg nincs[2]

## A Közalapítvány szervezeti felépítése

### Közszolgálati Közalapítvány Kuratóriuma
Feladatait a 2010. évi CLXXXV. tv. 90. és 91. §-ai határozzák meg, valamint a Közszolgálati Közalapítvány Alapító Okirata.

#### A Kuratórium irodája
- Raveczkiné Tompa Judit – irodavezető
- Mihalcsik Éva – főkönyvelő
- Leidl Zsuzsanna – munkatárs
- Mihály Margit – munkatárs
- Hős Gábor – munkatárs
- Szádváry-Szabó Zoltán - irattáros
- Székely Ádám – munkatárs

### Közszolgálati Testület
Feladata a társadalmi felügyelet biztosítása a közszolgálati médiaszolgáltatók felett, a Közszolgálati Kódexben foglaltak érvényesülésének folyamatos figyelemmel kísérése, további feladatait a 2010. évi CLXXXV. tv.97. §-a határozza meg.

### Közszolgálati Közalapítvány Irodája
A Kuratórium és a Testület tevékenységének támogatása, a Kuratórium és a Testület ügyintéző, ügykezelő és ügyviteli teendőinek ellátása.

## Külső hivatkozások
- A Közszolgálati Közalapítvány honlapja
- A Közszolgálati Testület honlapja